# Mornico Losana
Mornico Losana – miejscowość i gmina we Włoszech, w regionie Lombardia, w prowincji Pawia.
Według danych na rok 2004 gminę zamieszkiwały 724 osoby, 90,5 os./km².